# Yves de Chaisemartin
Pour les articles homonymes, voir Chaisemartin.
Yves de Chaisemartin, né le 26 août 1948 à Paris, est un dirigeant de presse français. Son nom est lié au groupe de presse Robert Hersant et au magazine Marianne.

## Biographie

### Famille
Yves de Chaisemartin est né dans une famille d'ancienne bourgeoisie originaire du Limousin, issue de Pierre Chaisemartin, sieur de Kerman, marchand, bourgeois de Saint-Auvent, (Haute-Vienne).
Il  est le sixième d'une famille de dix enfants. Il est lui-même marié et père de quatre enfants, dont Perrine, née en 1977, cofondatrice du Groupe Igienair avec son mari Evrard de Ponnat, et Jean-Yves, né en 1979 et maire de Paimpol de 2008 à 2020.

### Juriste
Issu d'une lignée paternelle de juristes, il commence comme clerc d'avoué à 17 ans.
À la suite de sa licence de droit obtenue en 1971, il exerce d’abord la profession d’avocat de 1972 à 1986, dans le cabinet Chaisemartin Cheyron Engelibert.
Il est de nouveau avocat à la Cour d'appel de Paris (« off counsel » au cabinet Bersay et associés).

### Homme de médias
Yves de Chaisemartin a effectué l'essentiel de sa carrière au sein du groupe Hersant, empire de presse fondé par Robert Hersant, détenu par la Socpresse. Il s'est fait connaître en étant l'avocat d'un ami de la famille, Marcel Fournier, lors de la revente des titres de celui-ci à Hersant, L'Aurore en 1978, et le Dauphiné libéré en 1983.
Il devient alors l'avocat d'Hersant en 1985 lors du rachat du Progrès. La mort précoce d'André Audinot, en 1986, provoque la restructuration du groupe. Il est immédiatement nommé directeur général adjoint de la Socpresse, puis gravit les échelons : directeur général, puis président-directeur général et enfin président du directoire — jusqu'au 30 septembre 2004. À ce titre, il a notamment présidé le directoire du quotidien Le Figaro. Il est évincé du Figaro lors du rachat du quotidien par Serge Dassault, qui entendait placer des hommes à lui à la direction. Il obtient néanmoins la valorisation de ses actions (2,5% du capital) à 27,5 millions d'euros et une prime représentant quatre années de salaire.
Il est pendant cette période président du syndicat de la presse quotidienne nationale, puis président du conseil supérieur des messageries de presse, et administrateur du syndicat de la presse quotidienne régionale.
Le 16 décembre 2005, il devient administrateur de Rossel & Cie, éditeur des quotidiens Le Soir et La Voix du Nord. 
Il est président du conseil de surveillance du groupe de presse Le Moniteur jusqu’à sa vente en 2013.
Il entre le 7 septembre 2006 dans le capital de Marianne à hauteur de 25 %, à la suite de la vente des parts de Robert Assaraf, et devient directeur général du journal. Sa part est depuis majoritaire. En 2013, à la suite d'une baisse des ventes en kiosque (- 15 %), il pousse au remplacement du duo Szafran-Neumann et promeut Joseph Macé-Scaron et devient administrateur du journal.

### Autres fonctions
- Juillet 2005 : conseiller de Carlyle Europe
- Musée Rodin
  - 2005 à 2013 : président du conseil d’administration
  - depuis : président de la société des amis du musée Rodin
- Altran Technologies
  - à partir de 2005 : président du conseil de surveillance
  - septembre 2006 : président du directoire
  - 2008 à 2011 : président-directeur général. En conflit avec son actionnaire de référence, il est débarqué à l'occasion de l'assemblée générale du 10 juin 2011 [9], après des mois de batailles juridico-médiatiques. Il sera remplacé dans ses fonctions par Philippe Salle [10].
- Administrateur du Saint-Hubert club de France

Le magazine Médias lui attribue en 2009 une affiliation maçonnique.

### Affaires judiciaires
Le 30 avril 2009, Yves de Chaisemartin est condamné pour abus de biens sociaux dans le cadre de la vente du siège de France-Soir. La cour d'appel de Paris a confirmé cette condamnation le 29 mai 2013 en condamnant Yves de Chaisemartin à un an de prison avec sursis et 100 000 euros d'amende.  

### Distinctions
- Officier de la Légion d'honneur le 31 décembre 2004[13]
  -  Chevalier de la Légion d'honneur le 3 aout 1995